# Jhayco
Jesús Manuel Nieves "Jhay" Cortez (Río Piedras, 9 de abril de 1993), mais conhecido por Jhayco ou Jhay Cortez, é um cantor e compositor porto-riquenho.